# Das Herz des Jägers
Das Herz des Jägers (Originaltitel in Afrikaans: Proteus) ist ein Spionagethriller des südafrikanischen Schriftstellers Deon Meyer aus dem Jahr 2002. Die deutsche Übersetzung von Ulrich Hoffmann erschien im Jahr 2005. Wegen eines Freundschaftsdienstes wird ein Motorradfahrer und ehemaliger Befreiungskämpfer vom Geheimdienst quer durch Südafrika gejagt. In seinem Gepäck befindet sich eine Festplatte mit brisanten Daten, die einen Maulwurf zu enttarnen drohen.

## Inhalt
Johnny Kleintjes, ein ehemaliger Mitarbeiter der südafrikanischen National Intelligence Agency, wird entführt. Offensichtlich hat er versucht, streng geheime Daten aus seiner Geheimdienstzeit zu verkaufen und seine Geschäftspartner mit einer leeren Festplatte genarrt. Nun verlangen die Entführer von Kleintjes’ Tochter Monica, die echte Festplatte binnen 72 Stunden nach Lusaka in Sambia zu bringen, sonst werde ihr Vater ermordet. Monica Kleintjes weiß sich nicht anders zu helfen, als Thobela „Tiny“ Mpayipheli um Hilfe zu bitten, einen alten Freund ihres Vaters aus dem südafrikanischen Befreiungskampf. Dieser zögert, hat er doch seine gewalttätige Vergangenheit längst hinter sich gelassen und sich an der Seite seiner Lebensgefährtin Miriam und ihres Sohnes Pakamile ein neues Leben aufgebaut. Schließlich erklärt er sich aus alter Freundschaft zu dem gefährlichen Kurierdienst bereit. 

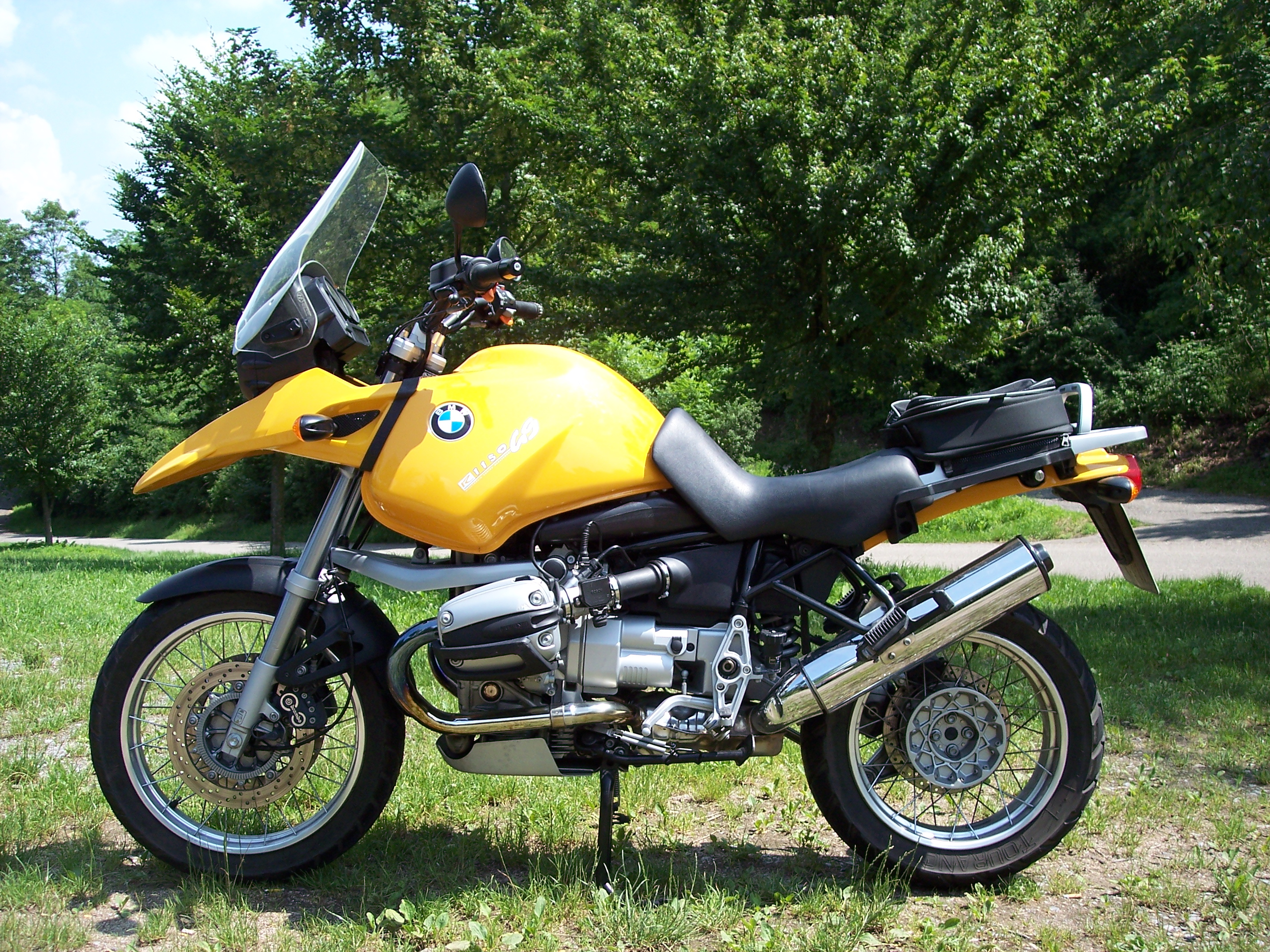
Auf einer BMW R 1150 GS fährt Thobela Mpayipheli quer durch Südafrika.

Doch Thobela wird vom südafrikanischen Geheimdienst überwacht, der die Weitergabe der Festplatte fürchtet, insbesondere die Enttarnung einer hochrangigen Persönlichkeit, die unter dem Tarnnamen „Inkululeko“ (Zulu für „Freiheit“) als Doppelagent für die CIA spioniert. Auf dem Flughafen wird Thobela festgenommen, kann jedoch fliehen und beschließt, Sambia auf dem Landweg anzusteuern. Dazu borgt er sich bei seinem Arbeitgeber eine BMW R 1150 GS, die ihn quer durch Südafrika trägt. Der Geheimdienst aktiviert die Reaction Unit, eine Spezialeinheit unter der Führung des jähzornigen Captain Tiger Mazibuko, die sich an die Verfolgung des Flüchtenden macht. Der hünenhafte Thobela ist kein unbeschriebenes Blatt. Unter dem Codenamen „Umzingeli“ (Xhosa für „Jäger“) war er in den 1980er Jahren ein gefürchteter Auftragskiller für den sowjetischen KGB, ehe er begriff, dass die angeordneten Morde nicht seiner Vorstellung von ehrenhaftem Kampf entsprachen. Doch als die Journalistin Allison Healey die Story vom „großen, bösen Xhosa-Biker“ in der Cape Times publik macht, gelten die Sympathien der Öffentlichkeit bald dem einsamen Motorradfahrer. Motorradclubs wie das lokale Chapter der Hells Angels machen sich auf, um dem Verfolgten beizustehen, und der abgebrannte Griqua-Troubadour Koos Kok schleust ihn in seinem alten Chevrolet durch eine Polizeisperre.
Der Geheimdienst bleibt indes nicht untätig. Die Einsatzleiterin Janina Mentz gesteht dem Direktor, dass sie selbst Johnny Kleintjes rekrutiert hat, um die CIA mit gefälschten Daten hinters Licht zu führen. Seitdem ist ihr die Operation mehr und mehr entglitten. Johnny Kleintjes wird in Lusaka ermordet aufgefunden. Das Wort „Kaathieb“ (arabisch für „Lügner“), das in seinen Brustkorb eingeritzt ist, legt nahe, dass er in die Gewalt islamistischer Extremisten geraten ist. Thobelas Lebensgefährtin Miriam wird in Gewahrsam genommen und stürzt bei einem Fluchtversuch in den Tod. Allison Healey sucht derweil Zatopek van Heerden auf, einen ehemaligen Polizisten und Freund Thobelas, der jetzt am psychologischen Institut der Universität Kapstadt arbeitet. Gemeinsam spüren sie Thobela in Botswana auf und retten ihn unter Einsatz der örtlichen Polizei vor dem geplanten Zugriff durch Mazibuko.
Zurück in Südafrika warten nach einem Tipp des Doppelagenten „Inkululeko“ bereits zwei Agenten der CIA, um ihren ehemaligen Gegenspieler „Umzingeli“ zu liquidieren. Auch diesen Anschlag können Thobela und van Heerden abwehren. Hinter „Inkululeko“ steckt, wie sich herausstellt, niemand anderes, als die Geheimdienstmitarbeiterin Janina Mentz persönlich. Mit ihrer Operation wollte sie nicht nur die CIA in Besitz von Kleintjes’ brisanten Informationen bringen, sondern gleichzeitig den Direktor des Geheimdienstes, einen Zulu, in den Verdacht bringen, der gesuchte Maulwurf zu sein. Mit der Drohung, den Inhalt von Kleintjes’ Festplatte doch noch öffentlich zu machen, erpresst van Heerden den Aufenthaltsortes des kleinen Pakamile, der nach dem Tod seiner Mutter verwaist ist. Thobela Mpayipheli nimmt den Jungen in seine Obhut.

## Hintergrund
Wie sein Protagonist Thobela Mpayipheli ist auch Deon Meyer begeisterter Motorradfahrer. Er besaß selbst eine BMW R 1150 GS. Bis 2007 arbeitete er für BMW Motorrad in Südafrika als Markenberater und Projektmanager.
Thobela Mpayipheli hatte seinen ersten Auftritt in Meyers vorigen Roman Tod vor Morgengrauen (Orion, 2000) und ist eine der Hauptfiguren im Nachfolger Der Atem des Jägers (Infanta, 2004), dem ersten Roman der Benny-Griessel-Reihe. Auch Zatopek van Heerden ermittelte bereits im Vorgänger Tod vor Morgengrauen.

## Rezeption
Birgit Koß fühlt sich mitgenommen auf „eine eindrucksvolle Fahrt durch Südafrika“, in der Deon Meyer „die politischen und moralischen Veränderungen“ des Landes in den Mittelpunkt stelle. Laut Patrick Anderson kreiert der Autor in der Figur Thobela Mpayipheli einen mythischen Helden, der die Seele eines ganzen Kontinents einfange. Er stehe für die Stärke wie die lange Leidensgeschichte Afrikas und der Afrikaner. Dick Adler sieht in Das Herz des Jägers das dunkle, explosive Gegenstück zu Alexander McCall Smiths Botswana-Büchern. Der Roman werfe einen „spannenden und merkwürdig hoffnungsvollen Blick“ ins heutige Südafrika. Für Kirkus Review tritt Deon Meyer mit dem Post-Apartheid-Thriller in einem „wundervollen Setting“ in die Fußstapfen John le Carrés.
Der Roman gewann 2003 den südafrikanischen ATKV Prosa-Preis und erreichte 2006 Rang 2 bei der Wahl zum Deutschen Krimi Preis in der Kategorie International.

## Verfilmung
Eine südafrikanische Verfilmung des Romans namens Das Herz des Jägers durch den Regisseur Mandla Dube erschien 2024 bei Netflix.

## Ausgaben
- Deon Meyer: Proteus. Human & Rousseau, Kapstadt 2002, ISBN 0-7981-4274-X.
- Deon Meyer: Das Herz des Jägers. Aus dem Englischen von Ulrich Hoffmann. Rütten & Loening, Berlin 2005, ISBN 3-352-00727-6.